# Clusia parvula
Clusia parvula är en tvåhjärtbladig växtart som först beskrevs av Bassett Maguire, och fick sitt nu gällande namn av Pipoly. Clusia parvula ingår i släktet Clusia och familjen Clusiaceae. Inga underarter finns listade i Catalogue of Life.